# Бакстер, Билли (игрок в покер)
Уильям Э. Бакстер-младший (род. 1940, Огаста, Джорджия) — американский профессиональный игрок в покер и игрок, делающий ставки на спорт. За свою карьеру профессионального игрока в покер он выиграл множество турнирных титулов, в том числе семь браслетов World Series of Poker.
Он был введен в Зал покерной славы в 2006 году.

## Ранняя жизнь
Родился в Огасте, штат Джорджия. Начал свою карьеру в азартных играх, как и многие другие его ровесники, играя в бильярдных. В возрасте 14 лет он обнаружил, что у него есть талант к игре в бильярд.
В возрасте 16 лет Бакстер скопил 5000 долларов. В возрасте 18 лет он был достаточно взрослым, чтобы ходить в таверны, где и открыл для себя покер.
Он учился в Колледже Огасты, но бросил учебу, чтобы продолжить покерную карьеру.